# آمادئوس سرافینی
آمادئوس سرافینی (انگلیسی: Amadeus Serafini؛ زادهٔ ۷ ژوئیهٔ ۱۹۹۰) بازیگر اهل ایالات متحده آمریکا است.
از فیلم‌ها یا برنامه‌های تلویزیونی که وی در آن نقش داشته‌است، می‌توان به ضربه پنهان و روزهای تابستان، شب‌های تابستان اشاره کرد.